# Бэр-Лейк (округ)
Бэр-Лейк (англ. Bear Lake) — округ в штате Айдахо. Окружным центром является город Парис.

## История
Первым поселением на территории округа был город Парис (англ. Paris). Он был основан 26 сентября 1863 года пришедшими сюда Орегонской тропой первопоселенцами-мормонами в составе тридцати-сорока семей. Весной 1864 года на другой стороне долины Бэр-Лейк был основан город Монтпилиер, являющийся на сегодняшний день крупнейшим городом округа. Непосредственно округ Бэр-Лейк был основан 5 января 1875 года. Округ назван в честь озера Бэр (англ. Bear lake — Медвежье озеро), на котором он находится.

## Население
По состоянию на 2008 год население округа составляло 5 798 человек. Округ находится на 27-м месте в штате по населению. С 2003 года численность населения снизилась на 8,40 %.

## География
Округ Бэр-Лейк является самым юго-восточным округом штата Айдахо. На юге округ граничит со штатом Юта, на востоке — со штатом Вайоминг. Площадь округа составляет 2 718 км², из которых 202 км² (7,44 %) занято водой.
|          |               | Карибу                  |
| Франклин | север         | Линкольн (шт. Вайоминг) |
| Франклин | Бэр-Лейк      | Линкольн (шт. Вайоминг) |
| Франклин | юг            | Линкольн (шт. Вайоминг) |
|          | Рич (шт. Юта) |                         |

### Дороги
- — US 30
- — US 89
- — SH-36

### Города округа
- Блумингтон
- Джорджтаун
- Монтпилиер
- Парис
- Сент-Чарльз

## Достопримечательности и охраняемые природные зоны
- Национальный лес Каш (англ. Cache) (часть)

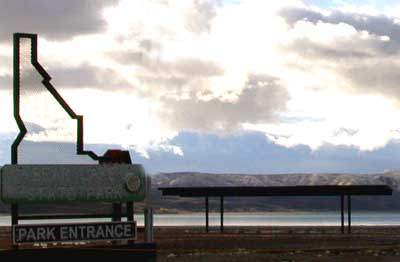
Северный въезд на территорию государственного парка Бэр-Лейк

- Национальный лес Карибу-Тарги (частично)
- Национальный заповедник Бэр-Лейк